# Henri Christophe (König)

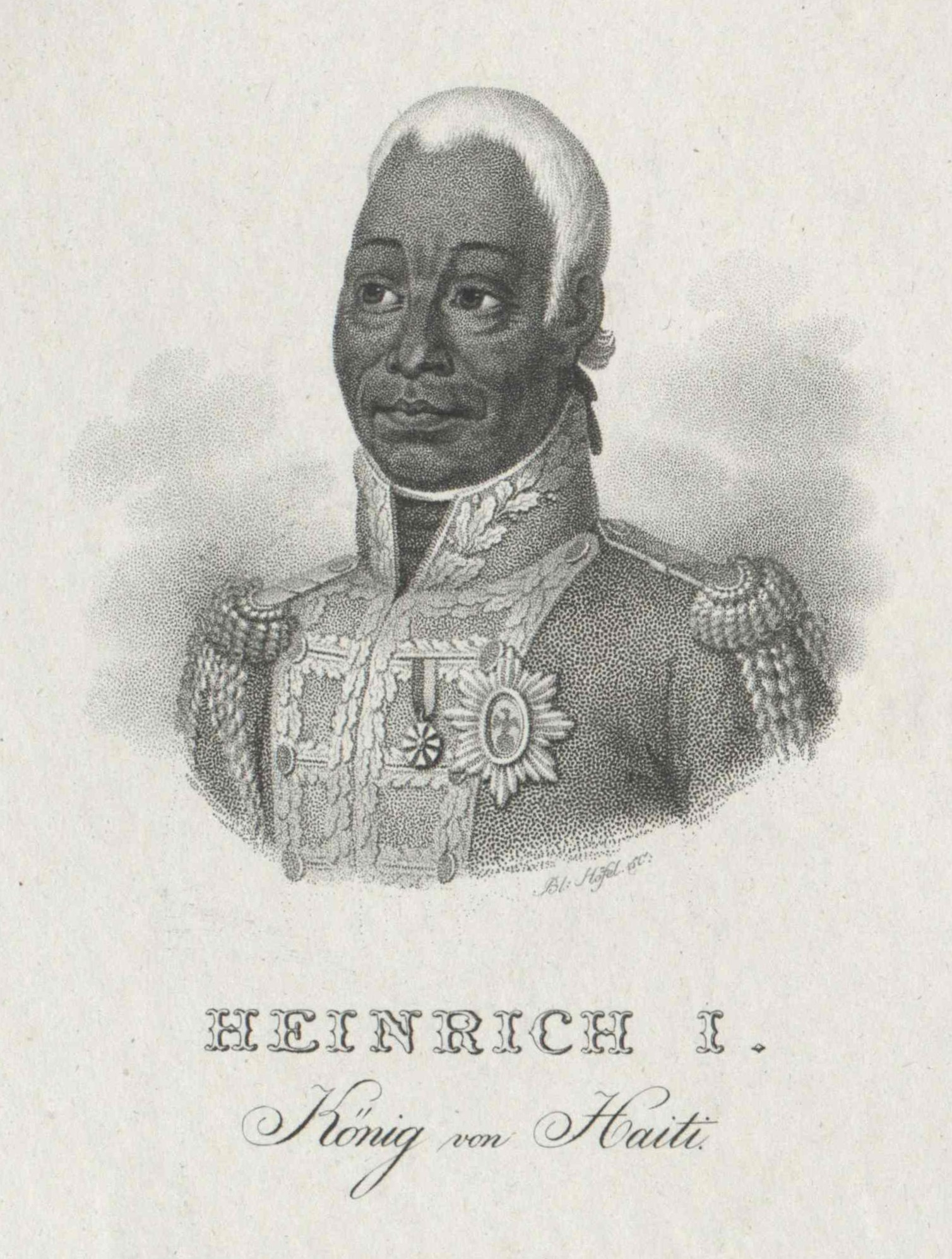
Henri Christophe als Heinrich I.

Henri Christophe (* 6. Oktober 1767 auf Grenada; † 8. Oktober 1820 in Milot, Haiti) war von 1811 bis 1820 als Henri I. (dt: Heinrich I.) König von Nord-Haiti.

## Leben
Christophe wurde als Sklave auf Grenada geboren und kam früh nach Saint Domingue, wo er in einem Hotelrestaurant arbeitete und die Freiheit gewann. Er beteiligte sich an der Haitianischen Revolution gegen die Franzosen 1793 und arbeitete sich bis 1802 zum Brigadegeneral empor. Zusammen mit Alexandre Pétion führte er 1805 den Aufstand gegen Jean-Jacques Dessalines an; 1806 ließ er Dessalines ermorden. Darauf kämpfte er mit Pétion um die Alleinherrschaft, bis sie 1808 das Land so teilten, dass Christophe den von der überwiegend schwarzen Bevölkerung bewohnten nördlichen Teil erhielt. Diesen verwandelte er 1811 in eine erbliche Monarchie und ließ sich 1811 als Heinrich I. zum König ausrufen, der Süden wurde eine Mulatten-Republik unter Präsident Pétion.
Christophe versuchte durch die Errichtung von Prachtbauten, allen voran seine Residenz Sans Souci, und die Etablierung eines von ihm ernannten Adels, einen feudalen Staat zu schaffen. Obwohl er sein Augenmerk auf die Förderung von Bildung und die Schaffung eines Rechtssystems, des Code Henry, legte, blieb er ein unbeliebter Herrscher. Er kam einem Staatsstreich zuvor, indem er sich am 8. Oktober 1820 mit einer silbernen Kugel selbst erschoss. Nach seinem Tod wurde er von treuen Anhängern in die Zitadelle La Ferrière gebracht, wo er mit Ätzkalk überzogen und im Innenhof begraben wurde, um eine Leichenschändung zu verhindern.

## Familie
Henri Christophe heiratete 1793 Marie-Louise Coidavid (1778–1851). Sie hatten fünf Kinder:
- François-Ferdinand Christophe (1794–1805)
- Françoise-Améthyste (1798–1831)
- Anne-Athénaïre (1800–1839)
- Jacques-Victor Henri, Prince Royal (1804–1820)
- ein Sohn (*/† 1805)